# Melipotis disturbans
Melipotis disturbans là một loài bướm đêm trong họ Erebidae.